# 도미오카 사다야스
도미오카 사다야스(일본어: 富岡定恭, 1854년 12월 24일 - 1917년 7월 1일)는 일본 제국 해군 군인, 화족이다. 최종 계급은 해군 중장이며, 남작의 작위를 받았다.

## 생애
시나노국 마쓰시로 성 바바 정에서 마쓰시로번의 수군대장 도미오카 쇼사부로 사다토모의 장남으로 태어났다. 번에서 세운 문무학교를 거쳐 1876년 9월, 해군병학교 기숙사 (5기)를 수석 졸업했다. 1878년경 영국 해군 전함 ‘오데이셔스’(HMS Audacious)에 승무원으로 참관했다. 해병 교수, 함정국 병기과, 영국과 프랑스 파견, 조병 감독관(영국), 해군대학교 강사 등을 역임했다. 1894년 청일 전쟁에서는 ‘이쓰쿠시마’ 부장으로 참전했다.
이후 통보함 다쓰타 함장, 해군사관학교 교감, 장갑순양함 야쿠모 함장, 전함 시키시마 함장을 거쳤다. 군령부 제1국장을 거쳐 1903년 7월 해군 소장으로 진급했다. 러일 전쟁에서는 조기 개전을 요구했던 야마지 엔지로, 아키야마 사네유키 등 호월회의 일원이었다. 러일 전쟁 중에는 해군사관학교장을 맡는다. 이후 연습함대 사령관을 지냈고, 1907년 3월 해군 중장으로 진급되어, 다케시키 요항부 지휘관, 여순 진수부 장관을 역임했다. 1907년 9월 남작위를 수여받아 화족이 되었다.
1911년 12월, 예비역에 편입되었고, 1914년 11월 5일 후비역이 되었다. 1914년부터 1917년까지 제국 재향군인회 부회장을 맡았다.
1917년 7월 사다야스 사후 남작위는 장남 사다토시가 습작하였다.

## 영전
- 1906년 4월 1일 - 훈2등 욱일중광장 종군기장[1]
- 1907년 5월 10일 - 종사위[2]
- 1915년 11월 10일 - 대례기념장[3]

## 같이 보기
- 시모세 화약

## 참고자료
- 하타 이쿠히코 엮음 『日本陸海軍総合事典』제2판, 도쿄대학출판회, 2005년
- 外山操 엮음 『육해군 장관 인사 총람 - 해군편』 芙蓉書房出版、1981년
- 福川秀 엮음 『일본 해군 장관 사전』 芙蓉書房出版, 2000년